# كومانو
كومانو، (بالإنجليزية: Comano)‏، هي بلدة و(بلدية) في مقاطعة ماسا كرارا، توسكانا، إيطاليا، من حوالي 700 نسمة.

## السكان
في سنة 1861 بلغ عدد السكان 1٬816 نسمة، وتطور العدد ليصل في سنة 2011 لـ 755 نسمة.
يظهر هذا المخطط البياني تطور النمو السكاني لـ كومانو